# 丁家岗遗址
丁家岗遗址位于湖南省常德市澧县涔南乡东田堰村，是一处新石器时代遗址，2002年被列为湖南省文物保护单位，2013年被列为第七批全国重点文物保护单位。
丁家岗遗址地处澧阳平原腹心地带，北距鸡叫城遗址2公里，东西长约330米，南北宽约250米，总面积约66651平方米。丁家岗遗址于1979年首次发掘，1999年冬至2000年春再次抢救性发掘。发掘结果表明，丁家岗遗址的新石器器时代遗存共分三期，第一期属汤家岗文化, 第二、三期属大溪文化。